# Sphenopholis
Sphenopholis is een geslacht uit de grassenfamilie (Poaceae). De soorten van dit geslacht komen voor in Oceanië, Noord-Amerika en Zuid-Amerika.

## Soorten
Van het geslacht zijn de volgende soorten bekend:
- Sphenopholis filiformis
- Sphenopholis intermedia
- Sphenopholis interrupta
- Sphenopholis nitida
- Sphenopholis obtusata
- Sphenopholis pallens
- Sphenopholis pennsylvanica